# کریستو اسپون
کریستو اسپون (انگلیسی: Cristo Espuny؛ زادهٔ ۳۰ اکتبر ۱۹۹۴) بازیکن فوتبال اهل اسپانیا است.
وی همچنین در تیم ملی فوتبال جمهوری دومینیکن بازی کرده‌است.